# Wag the Dog
Wag the Dog (1997) is een zwarte filmkomedie van regisseur/producer Barry Levinson gebaseerd op het boek American Hero van Larry Reinhart.
De filmtitel Wag the Dog ('kwispel met de hond') wil zeggen dat hetgeen te zien is, niet noodzakelijk het brein achter een actie is. Een hond kwispelt met zijn staart omdat hij slimmer is dan de staart, anders zou de staart met de hond kwispelen.
Wag the Dog kwam uit een maand voor de Lewinsky-affaire en het daaropvolgende bombardement in augustus 1998 van de pharmaceutische fabriek Al-Shifa in Soedan door de regering van Bill Clinton, waardoor de media vergelijkingen trokken tussen de film en de werkelijkheid.
De muziek voor de film werd voor een groot deel geschreven en opgenomen door Mark Knopfler.

## Verhaal
Twee weken voor de verkiezingen roept campagneleidster Winifred Ames (Anne Heche) van de zittende president van de Verenigde Staten de hulp in van super-spindoctor Conrad 'Connie' Brean (Robert De Niro). De president wordt verdacht van ongewenste intimiteiten met een minderjarig meisje van de scouting en de media gaan dit de volgende dag naar buiten brengen.
Brean slaat direct aan het improviseren om de aandacht van het schandaal af te leiden nog voor het grootscheeps naar buiten komt en de president vervolgens neer te zetten als een held. Hij roept daartoe de hulp in van filmproducent Stanley Motss (Dustin Hoffman) die op zijn beurt zijn rechterhand Fad King (Denis Leary) en muzikaal leider Johnny Dean (Willie Nelson) optrommelt. Samen verzinnen ze een oorlog met Albanië waar de president zijn land voor aan het behoeden zou zijn, al bevinden er zich daar noch manschappen noch ongeregeldheden, laat staan een gewapend conflict. De bedoeling is de stemgerechtigde bevolking van Amerika minimaal zo lang in de 'waarheid' te laten geloven die Brean en Motts de media in 'lekken', totdat de president herverkozen is. Hiertoe zijn het verspreiden van valse geruchten, het schieten van gemanipuleerd en zelf gefabriceerd beeldmateriaal en het verzinnen van een achtergebleven oorlogsheld taken waar Brean en Motts hun hand niet voor omdraaien.

## Rolverdeling
| Acteur               | Personage                 |
| -------------------- | ------------------------- |
| Andrea Martin        | Liz Butsky                |
| Kirsten Dunst        | Tracy Lime                |
| William H. Macy      | CIA-agent Charles Young   |
| John Michael Higgins | John Levy                 |
| Suzie Plakson        | Grace                     |
| Woody Harrelson      | Sergeant William Schumann |
| James Belushi        | Zichzelf                  |

## Afwijkingen van het boek
De Amerikaanse president in de film wordt nooit bij naam genoemd en de militaire operatie daaruit vindt plaats in Albanië. In Reinharts boek American Hero gaat het specifiek om president George H.W. Bush en zijn militaire operatie Desert Storm.

## Prijzen
Zowel het scenario als hoofdrolspeler Dustin Hoffman werden genomineerd voor een Academy Award én een Golden Globe, waar de film zelf voor een derde Globe werd genomineerd in de categorie 'beste musical of komedie'. Regisseur Levinson won daadwerkelijk een Zilveren Beer en bijrolspeelster Anne Heche een National Board of Review Award.